# Amanda Chessell
Amanda (Mandy) Chessell is een Brits informaticus, sinds 1987 werkzaam voor IBM. Ze is bekend door een aantal innovaties, vooral in modelgedreven software om de analyse en ontwikkeling van grote systemen te vereenvoudigen.
Ze draagt de titels Distinguished Engineer en Master Inventor bij IBM. Ook is ze lid van de leiding van het IBM Academy of Technology. Daarnaast heeft ze de zilveren medaille van het Britse Royal Academy of Engineering gewonnen.. In 2002 werd ze benoemd tot fellow van dezelfde organisatie. Ze is gasthoogleraar aan de Universiteit van Sheffield.